# Nubécourt
Nubécourt est une commune française située dans le département de la Meuse, en région Grand Est.

## Géographie

### Localisation
La commune est à 4, km de Evres, 5,6 de Saint-Andréen-Barrois, 28,8 de Verdun et 30,4 de Bar-le-Duc.

### Géologie et relief
Le sol de la commune est calcaire et siliceux. Les coteaux sont peu élevés.
| Autrécourt-sur-Aire | Saint-André-en-Barrois | Saint-André-en-Barrois |
| Èvres               | Nubécourt              | Beausite               |
| Èvres               | Beausite               | Beausite               |

### Hydrographie
La commune est dans la région hydrographique « la Seine du confluent de l'Oise (inclus) à l'embouchure » au sein du bassin Seine-Normandie. Elle est drainée par l'Aire, le ruisseau de Flabussieux, le Fossé de la Côte du Bras, le Fossé 02 de la commune de Nubecourt, le Fossé de la Côte des Oies, le cours d'eau 01 du Blanc Bâton et divers autres petits cours d'eau,.
L'Aire, d'une longueur de 125 km, prend sa source dans la commune de Saint-Aubin-sur-Aire, à 324 m d'altitude, et se jette  dans l'Aisne, en rive droite à Senuc, à 104 m d'altitude, après avoir traversé 36 communes. Les caractéristiques hydrologiques de l'Aire sont données par la station hydrologique située sur la commune de Beausite. Le débit moyen mensuel est de 3,79 m3/s. Le débit moyen journalier maximum est de 58,2 m3/s, atteint lors de la crue du 21 décembre 1993. Le débit instantané maximal est quant à lui de 63,1 m3/s, atteint le même jour.

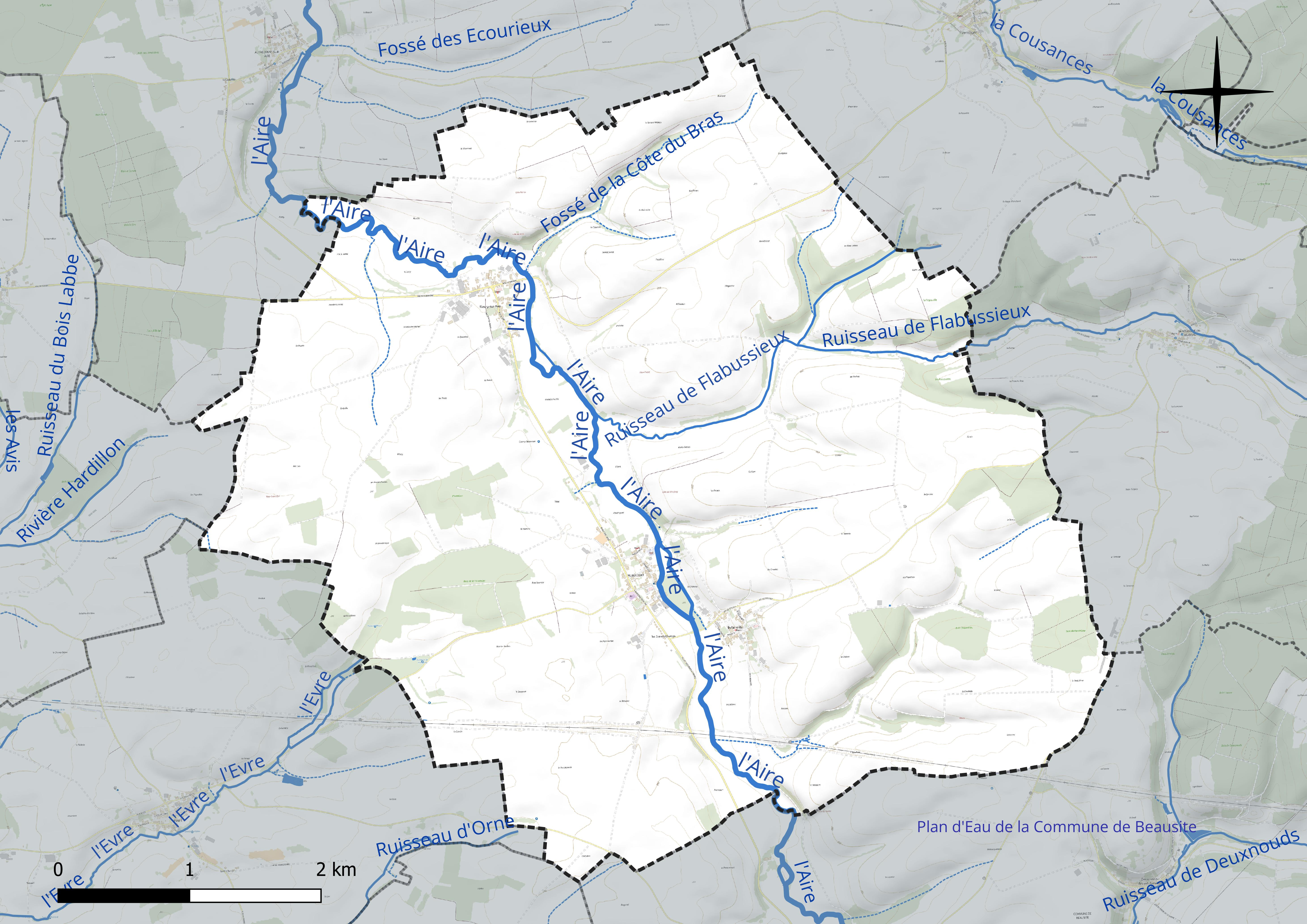
Réseau hydrographique de Nubécourt.

### Climat
Pour des articles plus généraux, voir Climat du Grand Est et Climat de la Meuse.
En 2010, le climat de la commune est de type climat de montagne, selon une étude du Centre national de la recherche scientifique s'appuyant sur une série de données couvrant la période 1971-2000. En 2020, Météo-France publie une typologie des climats de la France métropolitaine dans laquelle la commune est exposée à un climat océanique altéré et est dans la région climatique  Lorraine, plateau de Langres, Morvan, caractérisée par un hiver rude (1,5 °C), des vents modérés et des brouillards fréquents en automne et hiver. 
Pour la période 1971-2000, la température annuelle moyenne est de 9,5 °C, avec une amplitude thermique annuelle de 15,5 °C. Le cumul annuel moyen de précipitations est de 1 023 mm, avec 14,1 jours de précipitations en janvier et 9,6 jours en juillet. Pour la période 1991-2020, la température moyenne annuelle observée sur la station météorologique de Météo-France la plus proche, « Triaucourt_sapc », sur la commune de Seuil-d'Argonne à 9 km à vol d'oiseau, est de 11,0 °C et le cumul annuel moyen de précipitations est de 796,7 mm. 
La température maximale relevée sur cette station est de 40,1 °C, atteinte le 25 juillet 2019 ; la température minimale est de −17,8 °C, atteinte le 20 décembre 2009,,. 
Les paramètres climatiques de la commune ont été estimés pour le milieu du siècle (2041-2070) selon différents scénarios d'émission de gaz à effet de serre à partir des nouvelles projections climatiques de référence DRIAS-2020. Ils sont consultables sur un site dédié publié par Météo-France en novembre 2022.

### Sismicité
Commune située dans une zone 1 de sismicité très faible.

## Urbanisme

### Typologie
Au 1er janvier 2024, Nubécourt est catégorisée commune rurale à habitat dispersé, selon la nouvelle grille communale de densité à sept niveaux définie par l'Insee en 2022.
Elle est située hors unité urbaine. Par ailleurs la commune fait partie de l'aire d'attraction de Verdun, dont elle est une commune de la couronne,. Cette aire, qui regroupe 103 communes, est catégorisée dans les aires de moins de 50 000 habitants,.

### Occupation des sols
L'occupation des sols de la commune, telle qu'elle ressort de la base de données européenne d’occupation biophysique des sols Corine Land Cover (CLC), est marquée par l'importance des territoires agricoles (88,1 % en 2018), en augmentation par rapport à 1990 (87,2 %). La répartition détaillée en 2018 est la suivante : 
terres arables (77,2 %), forêts (9,9 %), prairies (9,6 %), zones urbanisées (2 %), zones agricoles hétérogènes (1,3 %). L'évolution de l’occupation des sols de la commune et de ses infrastructures peut être observée sur les différentes représentations cartographiques du territoire : la carte de Cassini (XVIIIe siècle), la carte d'état-major (1820-1866) et les cartes ou photos aériennes de l'IGN pour la période actuelle (1950 à aujourd'hui).

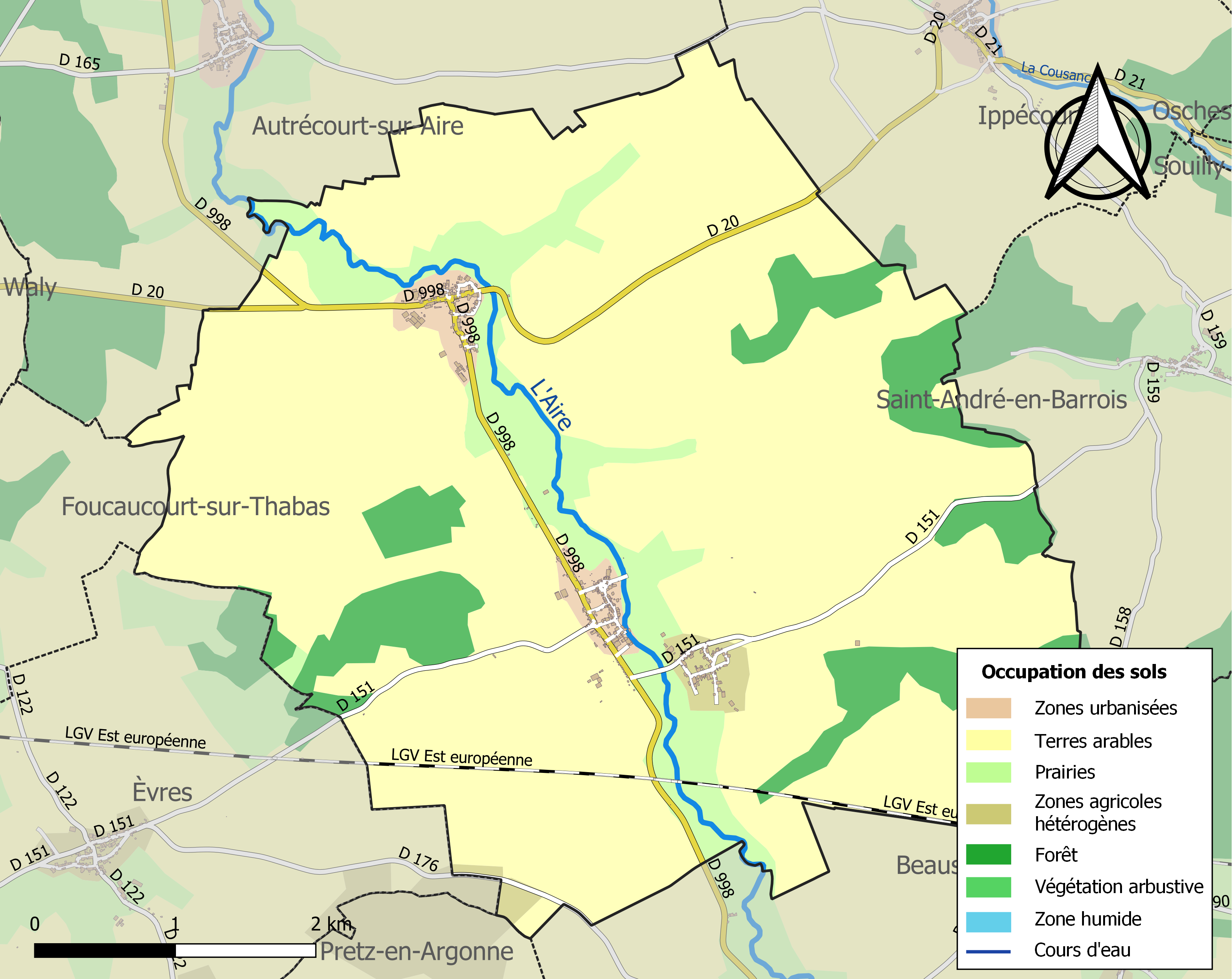
Carte des infrastructures et de l'occupation des sols de la commune en 2018 (CLC).

### Voies de communications et transports

#### Voies routières
- Autoroute A4, Échangeurs Clermont en Argonne, Voie Sacrée, Verdun.

#### Transports en commun
- Fluo Grand Est.

##### SNCF

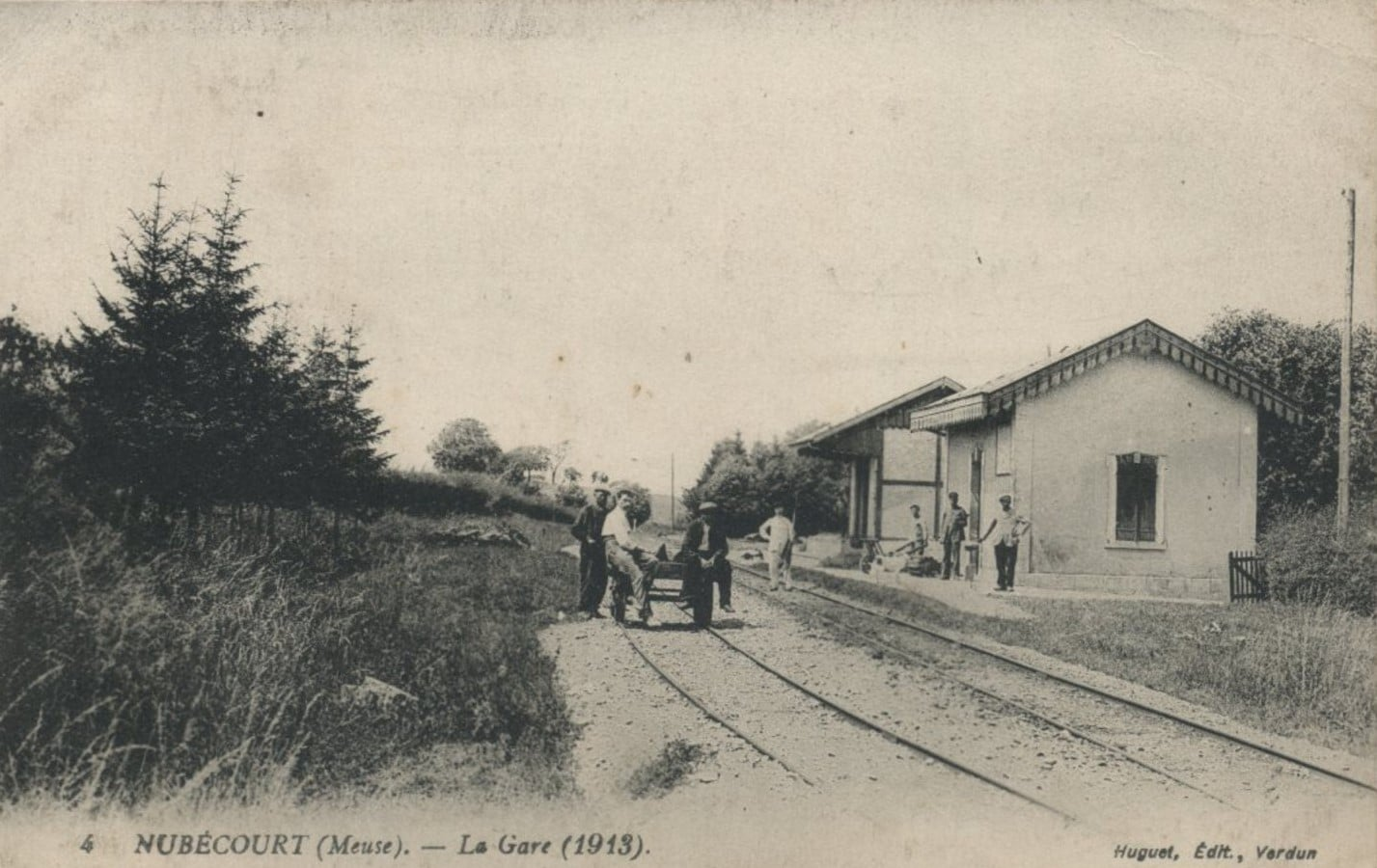
La Gare de Nubécourt en 1913.

- Gare de Meuse TGV,
- Gare de Sainte-Menehould,
- Gare de Verdun,
- Gare de Revigny,
- Gare de Bar-le-Duc.

## Toponymie
Le nom de la localité est attesté sous les formes Nubescourt (1332) ; Nubescuria (1642) ; Nusbecourt (1712) ; Nubecuria (1738).

## Histoire
Le village appartenait à l'ancien comté de Clermont et formait avec Bulainville un îlot touchant le Verdunois, le comté de Beaulieu et le Barrois mouvant.
La seigneurie de Nubécourt est entrée dès le XVe siècle dans la maison de Nettancourt, puis, du milieu du XVIe au XVIIIe siècle, elle est possédée par la famille du Hautoy à la suite du mariage de Philippe du Hautoy avec Claude de Nettancourt,.
Nubécourt fut aussi la seigneurie d'un comte de Gourcy-Pagny.
Nubécourt a fusionné avec Bulainville et Fleury-sur-Aire en 1973.
Raymond Poincaré, président de la République française de 1913 à 1920, est enterré à Nubécourt, dans son département de naissance la Meuse.

## Politique et administration
| Période                                  | Période                   | Identité                                     | Étiquette | Qualité           |
| ---------------------------------------- | ------------------------- | -------------------------------------------- | --------- | ----------------- |
| Les données manquantes sont à compléter. |                           |                                              |           |                   |
| avant 1988                               | ?                         | Jean Serre                                   | DVD       |                   |
| mars 2001                                | mars 2014                 | Liliane Gervaise                             |           |                   |
| mars 2014                                | En cours (au 23 mai 2020) | Patrick Gross Réélu pour le mandat 2020-2026 |           | Agent de maîtrise |

## Population et société

### Démographie
L'évolution du nombre d'habitants est connue à travers les recensements de la population effectués dans la commune depuis 1793. Pour les communes de moins de 10 000 habitants, une enquête de recensement portant sur toute la population est réalisée tous les cinq ans, les populations de référence des années intermédiaires étant quant à elles estimées par interpolation ou extrapolation. Pour la commune, le premier recensement exhaustif entrant dans le cadre du nouveau dispositif a été réalisé en 2008.

En 2022, la commune comptait 249 habitants, en évolution de +1,22 % par rapport à 2016 (Meuse : −4,4 %, France hors Mayotte : +2,11 %).
| 1793 | 1800 | 1806 | 1821 | 1831 | 1836 | 1841 | 1846 | 1851 |
| ---- | ---- | ---- | ---- | ---- | ---- | ---- | ---- | ---- |
| 407  | 414  | 398  | 376  | 375  | 368  | 379  | 378  | 368  |

| 1856 | 1861 | 1866 | 1872 | 1876 | 1881 | 1886 | 1891 | 1896 |
| ---- | ---- | ---- | ---- | ---- | ---- | ---- | ---- | ---- |
| 336  | 330  | 328  | 329  | 329  | 308  | 292  | 297  | 257  |

| 1901 | 1906 | 1911 | 1921 | 1926 | 1931 | 1936 | 1946 | 1954 |
| ---- | ---- | ---- | ---- | ---- | ---- | ---- | ---- | ---- |
| 257  | 269  | 253  | 250  | 240  | 207  | 219  | 223  | 203  |

| 1962 | 1968 | 1975 | 1982 | 1990 | 1999 | 2006 | 2008 | 2013 |
| ---- | ---- | ---- | ---- | ---- | ---- | ---- | ---- | ---- |
| 212  | 166  | 328  | 290  | 275  | 281  | 278  | 277  | 248  |

| 2018 | 2022 | - | - | - | - | - | - | - |
| ---- | ---- | - | - | - | - | - | - | - |
| 251  | 249  | - | - | - | - | - | - | - |

## Économie

### Budget et fiscalité 2022
En 2022, le budget de la commune était constitué ainsi :
- total des produits de fonctionnement : 140 000 €, soit 548 € par habitant ;
- total des charges de fonctionnement : 122 000 €, soit 477 € par habitant ;
- total des ressources d'investissement : 51 000 €, soit 200 € par habitant ;
- total des emplois d'investissement : 99 000 €, soit 387 € par habitant ;
- endettement : 37 000 €, soit 144 € par habitant.

Avec les taux de fiscalité suivants :
- taxe d'habitation : 7,64 % ;
- taxe foncière sur les propriétés bâties : 32,28 % ;
- taxe foncière sur les propriétés non bâties : 14,92 % ;
- taxe additionnelle à la taxe foncière sur les propriétés non bâties : 43,61 % ;
- cotisation foncière des entreprises : 9,86 %.

Chiffres clés Revenus et pauvreté des ménages en 2020 : médiane en 2020 du revenu disponible, par unité de consommation : 21 340 €.

## Culture locale et patrimoine

### Lieux et monuments

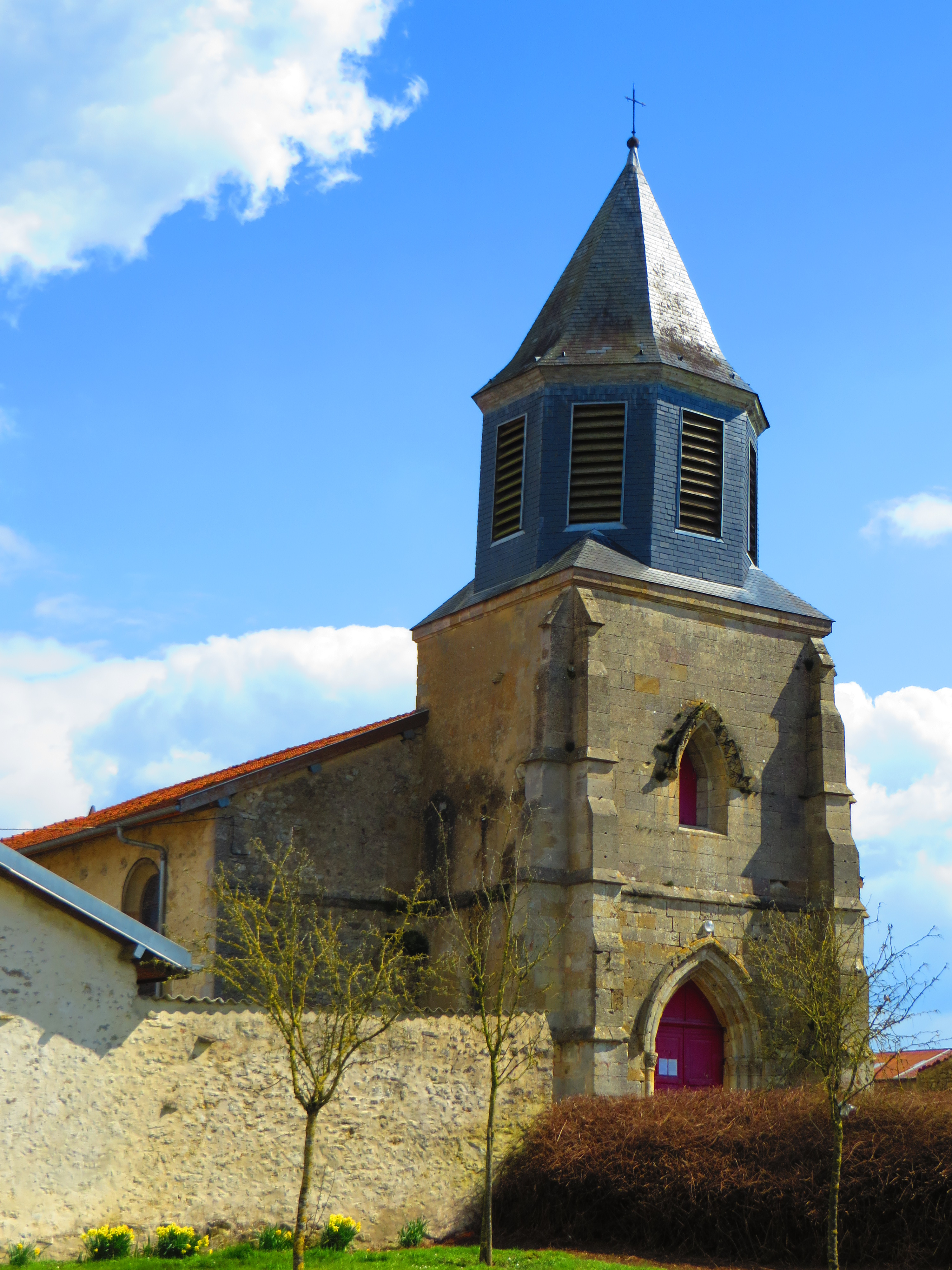
Église Saint-Éloi de Fleury-sur-Aire.
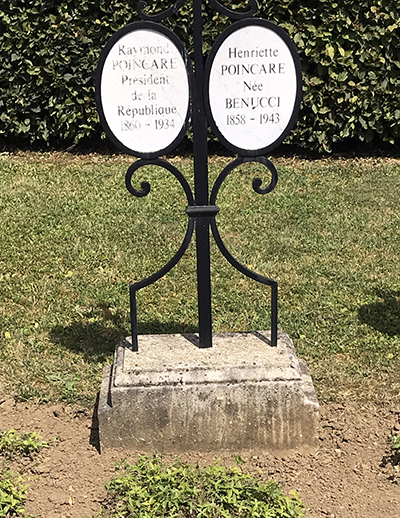
Tombe de Raymond Poincaré, président de la République française et de son épouse.
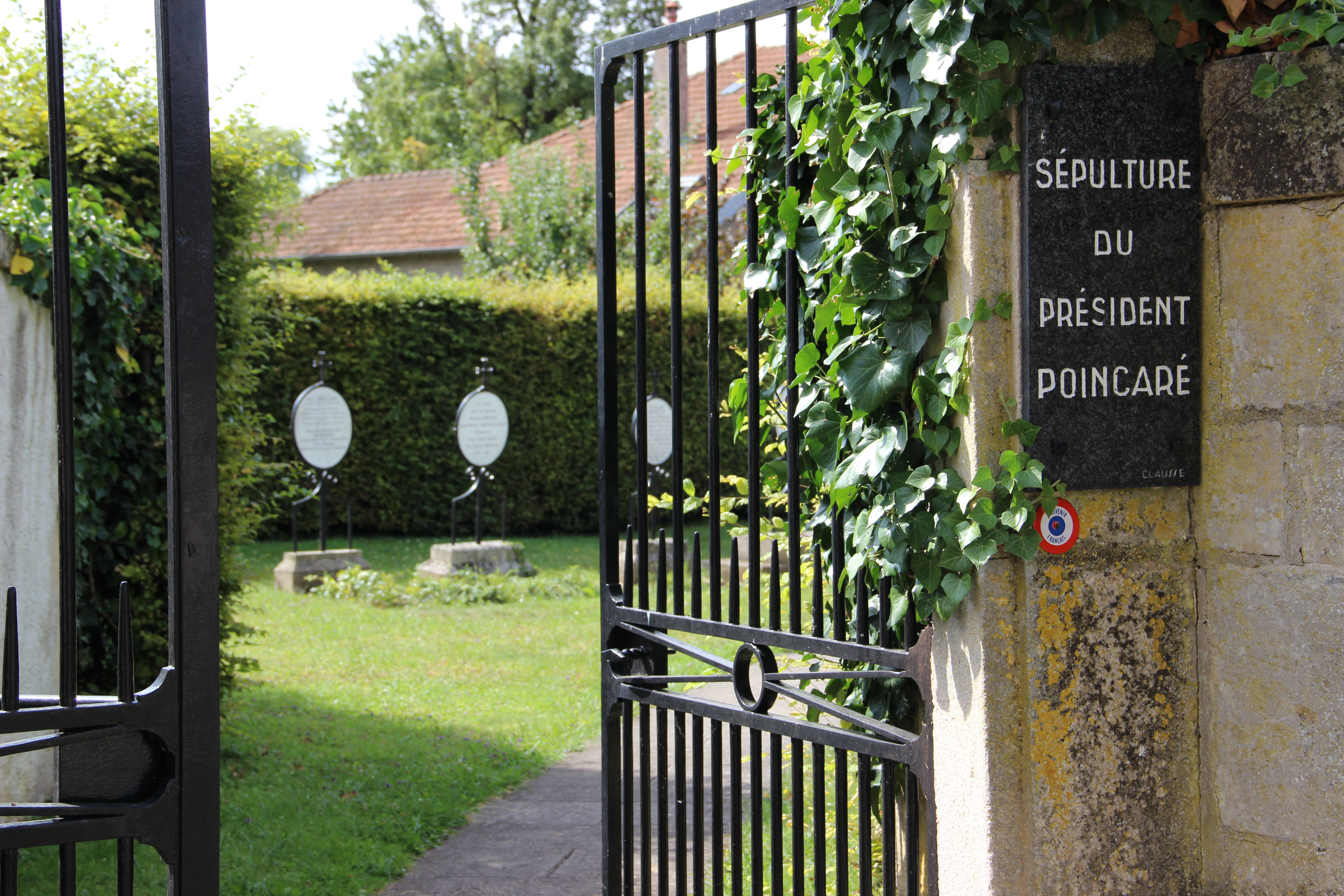
Entrée du cimetière où est enterré Raymond Poincaré.

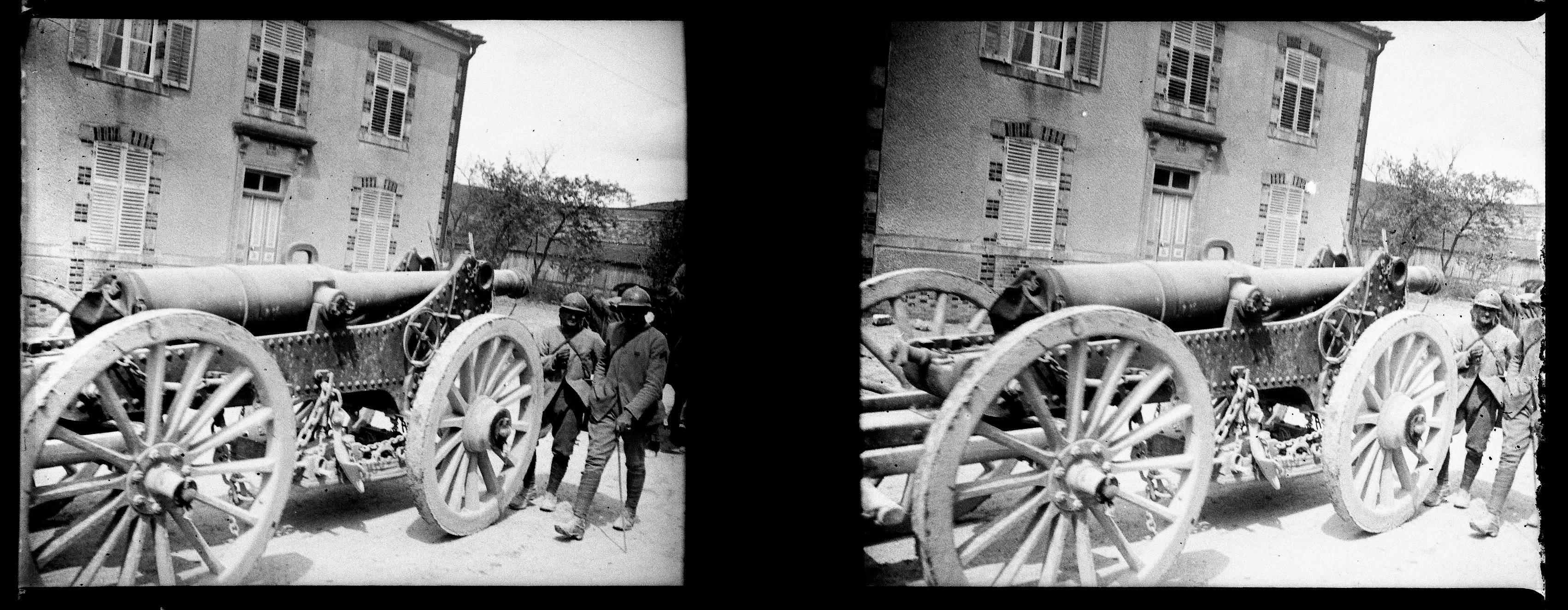
Vue d'ensemble d'un canon à Fleury-sur-Aire (1916).
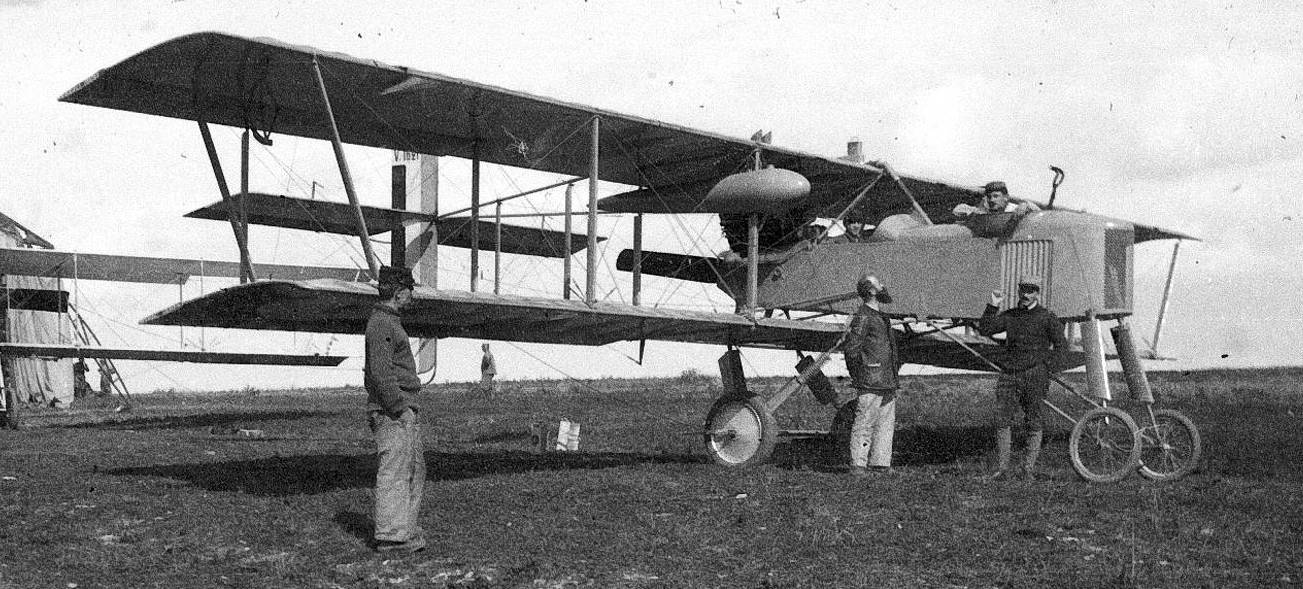
Avion (nouveau Voisin) de L'escadrille V.114 basée à Fleury-sur-Aire (1916). Guerre 1914-1918.

- Église Saint-Éloi de Fleury-sur-Aire (XIIe siècle)[31].
- Église Saint-Sulpice de Bulainville, construite en 1680.

Dalle funéraire de François du Hautoy et de Nicole de Beauvau. Elle est la fille de François du Hautoy et de Nicole de Beauvau, sa femme.
Dalle funéraire de Nicolas du Hautoy.
Plaque commémorative de la fondation d'une chapelle par les seigneurs de Nubécourt
16 tableaux.
Mécanisme d'horloge.
- Église Saint-Martin de Nubécourt (XVe siècle), classée en tant que monument historique en 1908[38].

Monument funéraire de Georges-Frédéric du Hautoy et de ses deux femmes, Madeleine de la Rocette et Anne de Saintegnon.
- Monument aux morts[40] : Conflits commémorés : Guerres de 1914-1918 - 1939-1945.

### Personnalités liées à la commune
- Jean Landry Gillon, député de la Meuse de 1830 à 1848, conseiller général du canton de Triaucourt-en-Argonne de 1833 à 1848 et adjoint au maire de Bar-le-Duc.
- Paulin Gillon (1796-1878),  avocat et homme politique né et décédé à Nubécourt, maire de Bar-le-Duc, député de la Meuse de 1848 à 1851 et de 1871 à 1876.
- Léopold Comte de Gourcy et du Saint Empire romain, seigneur de Pagny, Nubécourt, etc., grand veneur du roi de Prusse, Frédéric II.
- Raymond Poincaré, président de la République de 1913 à 1920, et son épouse Henriette furent inhumés à Nubécourt.

### Héraldique, logotype et devise
| Blason de Nubécourt | Blason  | Les armoiries de Nubécourt se blasonnent ainsi : Tiercé en pairle renversé au 1° d'or au lion de gueules, armé, lampassé et couronné d'argent, la queue fourchue passée en sautoir ; au 2° d'azur à la serre de griffon d'or tenant un bâton noueux d'argent ; au 3° de gueules au fer à cheval d'or accosté de deux clochettes de muguet d'argent ; au pairle renversé ondé d'argent brochant sur la partition. |
| Blason de Nubécourt | Détails | Armoiries composées par R.A. Louis et mises à disposition de la commune en novembre 2012. |